# Barakaldo CF
Der Barakaldo CF ist ein spanischer Fußballverein aus der Stadt Barakaldo im Baskenland. Der 1917 gegründete Klub spielte in der Saison 2019/20 in der Segunda División B, Gruppe 1.

## Geschichte

### Clubgründung
Der „Barakaldo Club de Fútbol“ wurde im Jahr 1917 gegründet. In seiner über 90 Jahre andauernden Geschichte hat der Verein aus dem Baskenland unterschiedliche Namen getragen. Diese waren: Baracaldo Fútbol Club, Baracaldo Oriamendi, Baracaldo Altos Hornos, Baracaldo Club und zuletzt Barakaldo Club de Fútbol.
Da die eigenen Trikots exakt so aussehen wie die von Peñarol Montevideo aus Uruguay, ist einer der Spitznamen der Basken „Peñarol“. Ein weiterer ist „Fabriles“, da Barakaldo seit seiner Gründung als Arbeiterverein gilt. So verwundert es nicht, dass die Fans die Clubfarben Schwarz und Gold wie folgt deuten: Schwarz soll für den Rauch der Fabriken und Gold für den Gewinn, der mit diesen erzielt wurde, stehen.

### Segunda División / 2B
In der Debüt-Saison der spanischen Primera División (1928/29) wurde Barakaldo in einer Liga, die ebenfalls „Segunda División B“ genannt wurde, eingeordnet. Bis zur Saison 1934/35 sollte es dauern, bis Barakaldo in der Segunda División vertreten war. Eigentlich von Beginn an war Barakaldo eine Fahrstuhlmannschaft zwischen zweiter und dritter spanischer Liga. Der Verein konnte nie in der höchsten Spanischen Liga spielen, ist nach dem galicischen Team von Racing de Ferrol jedoch mit 30 Spielzeiten die Mannschaft, die die zweitmeisten Spielzeiten in der Segunda División absolviert hat.
In mehreren Etappen konnte sich Barakaldo souverän in der Zweitklassigkeit halten, während in manchen Jahren schon nach einer Saison der Abstieg feststand. Die längste Zeit in Folge (elf Jahre) bestritt der Barakaldo CF zwischen 1946 und 1957. Während 1977/78 nur knapp der Erstligaaufstieg verpasst wurde, gingen Barakaldos erfolgreiche Zeiten schon bald zu Ende. Seit 1981 konnte der Club nicht mehr in seine Stammliga (die Segunda División) zurückkehren.

### Barakaldo aktuell
In den 80er und 90er Jahren musste der Club mit enormen ökonomischen Problemen kämpfen. Zum einen zogen Industrie und Menschen aus der Stadt weg, zum anderen wurde Sestao SC aus der Nachbarstadt Sestao die neue fußballerische Nummer 1 in der Region. Auch der Hauptsponsor musste die eigene Firma auflösen und somit hatten die Basken vorerst auch keinen Geldgeber mehr. So wurde Barakaldo teilweise in die mittlerweile viertklassige Tercera División durchgereicht. In 30 Jahren seit 1988, in denen Barakaldo – bis auf die Saison 2011/12, in der der Verein in die Tercera División abgestiegen war – ausschließlich in der Segunda División B vertreten war, bekamen die Basken elfmal die Möglichkeit, in den Play-offs um den Aufstieg in die Segunda División zu spielen, scheiterten aber jedes Mal. Zuletzt stand der Club in der Saison 2018/19 in den Play-offs.

### Ligazugehörigkeit
- 1928–1929: Segunda División B
- 1929–1934: Tercera División
- 1934–1936: Segunda División
- 1936–1938: — (Spanischer Bürgerkrieg)
- 1938–1939: Basken-Liga
- 1939–1945: Segunda División
- 1945–1946: Tercera División
- 1946–1957: Segunda División
- 1957–1958: Tercera División
- 1958–1961: Segunda División
- 1961–1964: Tercera División
- 1964–1966: Segunda División
- 1966–1972: Tercera División
- 1972–1975: Segunda División
- 1975–1977: Tercera División
- 1977–1979: Segunda División
- 1979–1980: Segunda División B
- 1980–1981: Segunda División
- 1981–1984: Segunda División B
- 1984–1988: Tercera División
- 1988–2011: Segunda División B
- 2011/12: Tercera División
- seit 2012: Segunda División B

## Stadion
Barakaldo spielt im Estadio Nuevo Lasesarre, das eine Kapazität von 7.960 Zuschauern hat. Von 1922 bis 2001 spielte Barakaldo CF im Estadio Lasesarre. Doch dieses genügte den Ansprüchen des modernen Fußballs bei Weitem nicht mehr. Seit 2002 spielt Barakaldo in einem komplett neu gestalteten Stadion, welches 8.000 Zuschauern Platz bietet und an Anlehnung an das altehrwürdige Stadion den Namen „Nuevo Lasesarre“ trägt.

## Trikot
- Heimtrikot: Schwarz-Gelb gestreiftes Trikot, Schwarze Hose, Schwarze Stutzen
- Alternativ: Hellblaues Trikot, Weiße Hose, Weiße Stutzen

## Clubdaten
- Spielzeiten Liga 1: 0
- Spielzeiten Liga 2: 30
- Spielzeiten Liga 2B: 34
- Spielzeiten Liga 3: 26

Stand: inklusive Saison 2018/19

## Erfolge
- Meister Segunda División B: 3× (1980, 1998, 2002)
- Meister Tercera División: 8× (1930, 1931, 1958, 1963, 1964, 1972, 1977, 1988)
- Aufstieg in Segunda División: 1933/34, 1938/39, 1945/46, 1957/58, 1963/64, 1971/72, 1976/77, 1980/81,
- Aufstieg in Segunda División B: 1987/88, 2011/12
- Aufstieg in Tercera División: 1928/29

## Spieler
- Bata (1920–1924 Jugend, 1925–1929, 1939–1943 Spieler)
- Guillermo Gorostiza (1946–1947)
- Zarra (1956–1957)

## Trainer
- Guillermo Gorostiza (1947)
- Rafael Iriondo (1961–1962)
- Mané (1981–1982)